# دب حردان (اسماعيلية)
دب حردان (بالفارسية: دب‌حردان) هي قرية وتقع في إيران في قسم إسماعيلية الريفي. يقدر عدد سكانها بـ 1,060 نسمة .